# Óskar Pétursson
Óskar Pétursson (ur. 26 stycznia 1989) – islandzki piłkarz występujący na pozycji bramkarza.
W lidze islandzkiej rozegrał 79 spotkań.